# Sœur Âme
Albums de Claude Nougaro
Une soirée avec Claude Nougaro
(1969) Locomotive d'or
(1973)
Sœur Âme est un album Claude Nougaro, il sort en avril 1971 sous le label Philips.

## Autour de l'album
- Référence originale : Philips 6397 029

Nougaro enregistrera une nouvelle version du titre Un grain de folie, en 1978 sur l'album Plume d'ange ; La chanson sera alors renommée Le K du Q.
Sur l'album Locomotive d'or, il réenregistre également une seconde version de Armé d'amour.

## Titres
| 1.  | Sœur Âme (Sister Salvation)                                                 | Claude Nougaro (adaptation)             | Slide Hampton                                                                      | 2:47 |
| 2.  | La Neige                                                                    | Claude Nougaro                          | Maurice Vander                                                                     | 4:38 |
| 3.  | Un grain de folie                                                           | Claude Nougaro                          | Jean-Claude Vannier                                                                | 2:23 |
| 4.  | C'est Eddy                                                                  | Claude Nougaro                          | Eddy Louiss                                                                        | 2:57 |
| 5.  | Le Cycle amen                                                               | Claude Nougaro                          | Eddy Louiss                                                                        | 3:36 |
| 6.  | C'est ça la vie                                                             | Claude Nougaro                          | Maurice Vander                                                                     | 2:10 |
| 7.  | Armé d'amour                                                                | Claude Nougaro                          | Claude Nougaro - Jean-claude Vannier (sur un thème de Robert Schumann Blumenstück) | 3:50 |
| 8.  | Mater                                                                       | Claude Nougaro                          | Maurice Vander                                                                     | 3:10 |
| 9.  | Maudit                                                                      | Claude Nougaro                          | Maurice Vander                                                                     | 1:58 |
| 10. | À Musset                                                                    | Claude Nougaro                          | Maurice Vander                                                                     | 2:39 |
| 11. | La Décharge                                                                 | Claude Nougaro - Michel Legrand         | Michel Legrand                                                                     | 2:58 |
| 12. | Petit homme, c'est l'heur' de fair' dodo (Little Man You've Had A Busy Day) | Paul Ganne - Louis Houzeau (adaptation) | Maurice Sigler - Al Hoffman - Mabel Wayne                                          | 2:45 |

## Musiciens
- Charles Bellonzi : batterie
- Eddy Louiss : orgue
- Maurice Vander : piano